# Test Act
Les Test Acts sont une série de lois pénales discriminatoires, mises en place dans l'Angleterre anglicane du XVIIe siècle, privant de divers droits civiques et professionnels les catholiques d'une part, les  protestants dissidents, dits non-conformistes, d'autre part. 
Les Test Acts ont pour objectif de réserver l'accès aux emplois publics aux seuls anglicans et instituent le délit de récusation de la foi anglicane.

## Contexte
À cette époque dans la chrétienté occidentale divisée depuis la Réforme (1520) entre catholicisme et protestantisme, le principe légal est Cujus regio, ejus religio : le sujet doit avoir la religion de son souverain. Les exceptions sont rares : en France, de 1598 à 1685, on peut être calviniste, en vertu de l'édit de Nantes, bien que le roi de France soit catholique. Mais cela prend fin en 1685 avec la révocation de l'édit de Nantes. 
Lorsque dans un pays catholique, un sujet est protestant, il risque les pires représailles (galères, voire bûcher), et vice-versa (en général, l'intéressé préfère s'exiler dans un pays plus accueillant).
En Angleterre, la situation est complexe depuis que, en 1534, Henri VIII a créé l'Église d'Angleterre, seule autorisée en principe. 

## Historique

### Test Actde JacquesIer
Début XVIIe, le Test Act de Jacques Ier dispose que tous les croyants sincères, de naissance ou convertis, se devaient de recevoir le sacrement de l'eucharistie. 

### Test Actde 1673 (Charles II)
Plus tard, sous Charles II d'Angleterre, le fait de recevoir la communion selon la foi anglicane est érigé en précondition pour occuper un emploi public et le Corporation Act de 1661 impose des obligations similaires aux membres des corporations. 
Ces mesures sont suivies par le Test Act de 1673 qui impose à toute personne occupant un emploi public (civil ou militaire), de prêter les serments d'allégeance et de suprématie de l'Église d'Angleterre, de signer une déclaration rejetant la doctrine de la transsubstantiation ainsi que de recevoir les sacrements dans les trois mois suivant l'accès à l'emploi[pas clair].

### Test Actde 1678 (Charles II)
Il étend les mesures précédentes à toute la noblesse.

## Abolition desTest Acts

### Au Royaume-Uni
L'obligation de recevoir les sacrements pour occuper un emploi public est abolie par George IV, roi de 1820 à 1830. 
Les mesures anticatholiques sont abrogées par le Roman Catholic Relief Act de 1829.

### Dans les colonies britanniques
Au Canada les Test Acts sont abolis dans la colonie de Québec en 1774 (acte de Québec). En effet, cette colonie est à forte majorité catholique (et francophone). Il est donc nécessaire faire des concessions aux catholiques, à une époque où les Treize Colonies commencent à s'agiter, d'autant plus que ce n'est qu'en 1763 que la Nouvelle-France a été cédée par la France.
Dans les Treize Colonies, qui proclament leur indépendance en 1776 et sont reconnues comme indépendantes en 1783, les Test Acts sont abrogés formellement en vertu de l'article VI de la constitution des États-Unis d'Amérique de 1787, mais de fait, dès 1783, voire auparavant.